# Biblioteca Nacional d'Israel

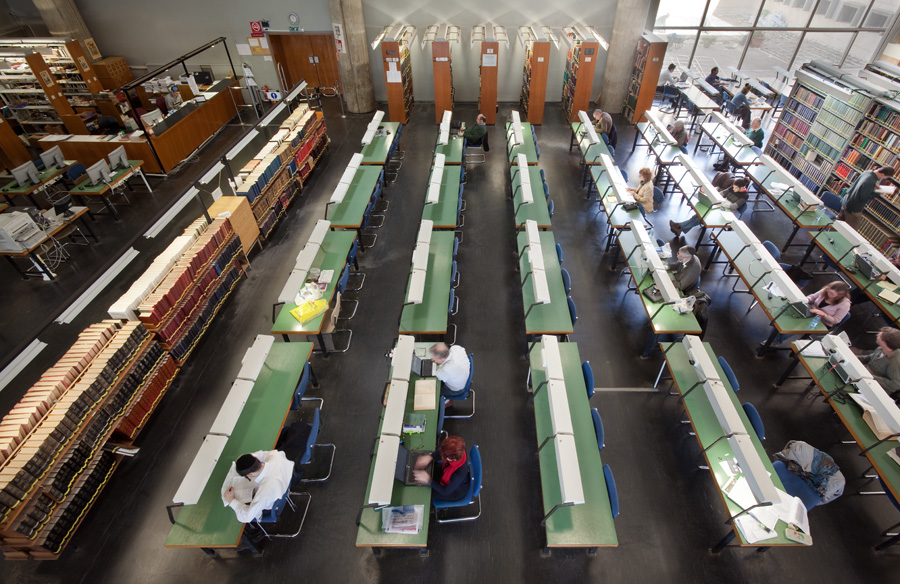
Sala de lectura

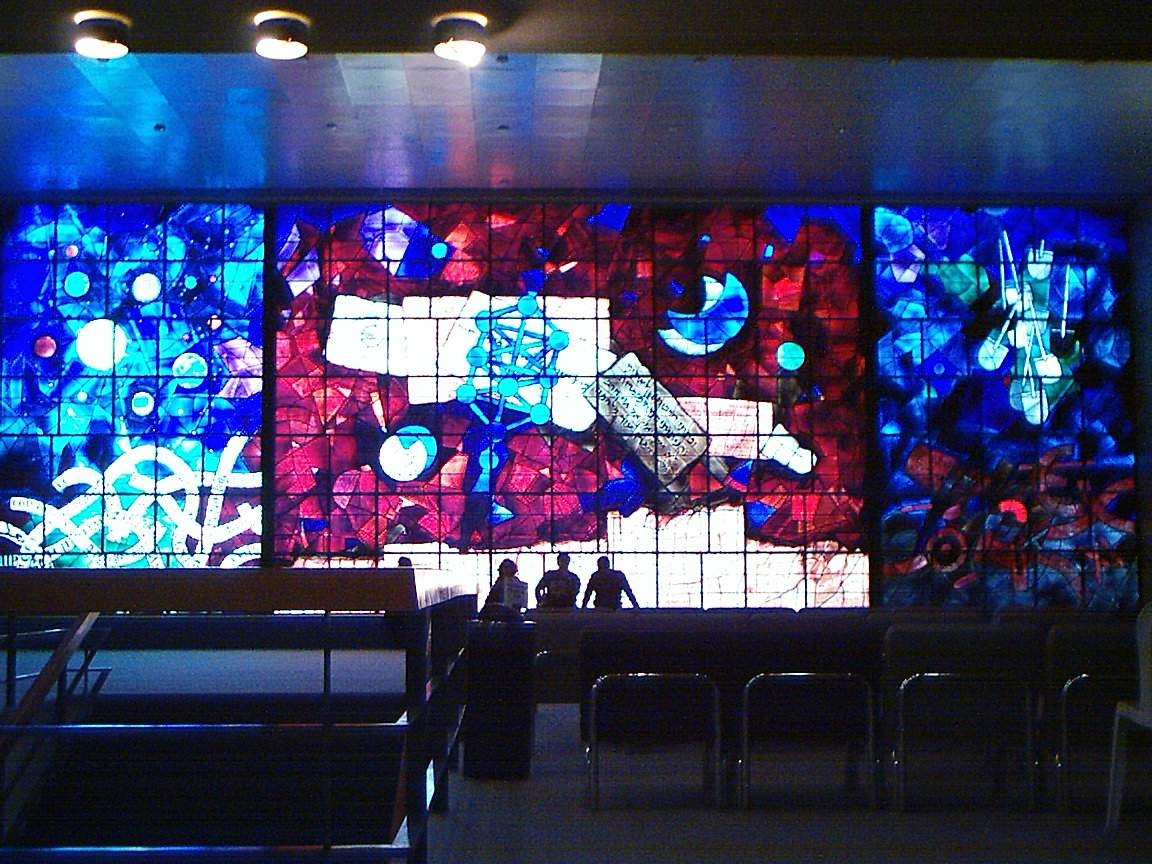
La finestra realitzada per Mordejai Ardón a la recepció de la Biblioteca.

La Direcció Nacional de Biblioteca d'Israel (en hebreu: הספרייה הלאומית, HaSifria HaLeumit) anteriorment coneguda com la Biblioteca Nacional i la Universitat com en les seves sigles (en anglès: National Library of Israel) (NLI) (en hebreu: בית הספרים הלאומי והאוניברסיטאי) és la Biblioteca Nacional d'Israel. Aquesta biblioteca conté més de 5 milions de llibres i està situada al campus de Givat Ram de la Universitat Hebrea de Jerusalem.

## Història
La primera biblioteca pública que va servir a la comunitat jueva de Palestina va ser la biblioteca B'nai B'rith, fundada a Jerusalem el 1892. Aquesta biblioteca se situava en un carrer homònim, proper a la zona de la Missió Russa a Jerusalem. Deu anys després va ser reubicada al Carrer Etiòpia. El 1920, quan es planejava la concreció de la Universitat Hebrea, la col·lecció de la biblioteca B'nai Brith va esdevenir la base per a la biblioteca universitària. Els llibres es van traslladar a la Muntanya Scopus on la universitat obriria cinc anys després.
El 2007 va ser oficialment reconeguda com la Biblioteca Nacional de l'Estat d'Israel després de l'aprovació de la Llei de Biblioteques Nacionals. Aquesta llei, que va entrar en funcionament el 23 de juliol de 2008 va canviar el nom de la Biblioteca a l'actual i la va convertir en dependent de la Universitat per després passar a ser una empresa d'interès comunitari posseïda conjuntament pel Govern d'Israel (50%), la Universitat Hebrea (25%) i altres organitzacions.

## Objectius
La missió de la Biblioteca Nacional d'Israel és assegurar tot el material publicat a Israel en qualsevol llengua. Pretén Albergar totes les publicacions que tractin d'Israel, la Terra d'Israel, el judaisme i el poble jueu publicats en qualsevol idioma, en qualsevol país del món. També pretén acumular tot el material publicat en hebreu o en qualsevol llengua parlada en la diàspora com el Jiddisch o el Judeocastellà. Per llei, dues còpies de qualsevol element publicat a Israel han de ser dipositades a la Biblioteca. Des de 2001, amb la reforma de la llei, també s'inclouen entre els materials que s'han de dipositar a la Biblioteca enregistraments d'àudio, vídeo i material no imprès.

## Materials especials
Entre els materials rars de la Biblioteca hi ha manuscrits d'Isaac Newton que tracten sobre temes teològics i documents personals de centenars de figures jueves rellevants.